# Орешник (Орловская область)
Орешник — посёлок в Залегощенском районе Орловской области России. Входит в состав Ломовского сельского поселения.

## География
Посёлок находится в центральной части Орловской области, в лесостепной зоне, в пределах центральной части Среднерусской возвышенности, к югу от реки Должанки, на расстоянии примерно 27 километров (по прямой) к западу-юго-западу (WSW) от посёлка городского типа Залегощь, административного центра района. Абсолютная высота — 230 метров над уровнем моря.
Часовой пояс
Посёлок Орешник, как и вся Орловская область, находится в часовой зоне МСК (московское время). Смещение применяемого времени относительно UTC составляет +3:00.

## Население
| 2010 |
| ---- |
| 0    |